# Latridius nidicola
Latridius nidicola là một loài bọ cánh cứng trong họ Latridiidae. Loài này được Palm miêu tả khoa học năm 1944.